# BH工法
BH (Boring Hole) 工法（ボーリングホールこうほう）は、杭工法の一種。
強力な動力を持つボーリングマシンを使用し、ボーリングロッドの先端に取り付けたビットを回転させ、ノーケーシングで掘削する工法。掘削には安定液を使用し、これをポンプでビット先端に送り込み、掘削された土砂を上昇水流によって孔口に運び、排出する。掘削終了後に鉄筋籠を挿入、コンクリートを打設し杭を形成する。
施工杭径
- φ200～1500mm

限界深さ
- 50m程度

## 長所・欠点
1. あらゆる地盤で施工可能である。（砂礫、岩盤等でも可能。ただし特殊なビットを必要とする）
2. 多種類、多目的の杭施工が可能である。（鋼管杭・場所打杭・斜杭等）
3. 作業高さが低い場合でも施工が可能であり、進入道路が狭い場合でも、軽量で小型であるため、搬出入が容易に行える。
4. ロータリー式ボーリングマシンであるため騒音・振動が少ない。
5. 鉛直精度が低い。
6. 濃泥水を使用するため、杭壁に薄い膜（マッドケーキ）ができ、引抜き・載荷限界荷重が他の工法に比べ小さい。
7. 通常、直径3cm以上の礫は回収できない。